# 毛背云雾杜鹃
毛背云雾杜鹃（学名：Rhododendron chamaethomsonii var. chamaedoron）为杜鹃花科杜鹃花属下的一个变种。

## 扩展阅读
- 維基物種上的相關：毛背云雾杜鹃